# Shh...
『Shh...』（シー）は、鈴木雅之の10枚目のソロアルバム。

## 解説
『Tokyo Junction』から約2年4か月ぶりの新作。アルバム・タイトルは海外のホテルのドアノブにかけるプレートにもある「Shh...」と書いて、「シー・・・」と読む（「静かにして下さい」という意味）。槇原敬之プロデュースによるシングル曲「Boy, I'm Gonna Try So Hard」、アルバム用にプロデュースされた「Gazer」。ゴスペラーズとのコラボレート・シングル「これから」・「再会」。さらに田島貴男プロデュースによる「ソウルタトゥー」。他に鈴木しか歌えないバラード、ラッツ&スターへのオマージュソングなど12曲が収録されている。
本作を引っ提げたコンサートツアー「Masayuki Suzuki Concert 〜taste of martini 2004〜 "Shh…cret Love Tour"」が同年5月9日より21か所23公演で開催され、6月6日に神奈川県民ホールで行われたコンサートの模様を収録したライブDVD『Masayuki Suzuki 〜taste of martini tour 2004〜 Shh...cret Love Tour』として2005年4月にリリースされた。
本作は、2004年のリリース時はレーベルゲートCDだったが、2005年にCD-DA規格にて再リリースされた。

## 収録曲
| #         | タイトル                       | 作詞               | 作曲                   | 編曲       | 時間  |
| --------- | ------------------------------ | ------------------ | ---------------------- | ---------- | ----- |
| 1.        | 「Gazer」                      | 槇原敬之           | 槇原敬之               | 槇原敬之   | 5:43  |
| 2.        | 「Boy, I'm Gonna Try So Hard」 | 槇原敬之           | 槇原敬之               | 槇原敬之   | 4:37  |
| 3.        | 「interlude〜Shh...〜」        | 鈴木雅之           | 妹尾武                 | 妹尾武     | 0:16  |
| 4.        | 「これから」                   | 安岡優・黒沢薫     | 黒沢薫                 | 大野宏明   | 5:20  |
| 5.        | 「言葉にならないものたち」     | 戸沢暢美・鈴木雅之 | UZA                    | 大野宏明   | 3:49  |
| 6.        | 「adagio」                     | 松井五郎           | 山口美央子             | 大野宏明   | 5:19  |
| 7.        | 「月の囁き」                   | 安藤秀樹           | 原一博                 | 大野宏明   | 5:04  |
| 8.        | 「Keyword」                    | 西尾佐栄子         | 大野宏明               | 村山晋一郎 | 4:43  |
| 9.        | 「ソウルタトゥー」             | 松井五郎           | 田島貴男               | 田島貴男   | 5:32  |
| 10.       | 「再会」                       | 村上てつや         | 村上てつや・佐々木真里 | 有賀啓雄   | 5:21  |
| 11.       | 「Rats&staR〜あの一番星へ〜」  | 鈴木雅之           | 今井大介               | 村山晋一郎 | 5:16  |
| 12.       | 「君の未来、僕の想い」         | 大下きつま         | 妹尾武                 | 大野宏明   | 5:39  |
| 合計時間: | 合計時間:                      | 合計時間:          | 合計時間:              | 合計時間:  | 56:39 |